# Alloue
Alloue – miejscowość i gmina we Francji, w regionie Nowa Akwitania, w departamencie Charente.
Według danych na rok 1990 gminę zamieszkiwało 599 osób, a gęstość zaludnienia wynosiła 13 osób/km² (wśród 1467 gmin regionu Poitou-Charentes Alloue plasuje się na 491. miejscu pod względem liczby ludności, natomiast pod względem powierzchni na miejscu 49.).